# 양파 (소설)
《양파》는 1996년 7월 15일, 세계사에서 펴낸, 김소진의 장편소설이다. ISBN은 ISBN 89-338-0082-4이다.

## 차례
1. 크로이처 소나타
2. 출발
3. 욕조
4. 에로 리퍼블릭
5. 변신
6. 누드
7. 단발머리
8. 얼음공주
9. 솔벤트 5200
10. 향기 속의 상처
11. 양파
12. 환심
13. 사슴피